# Оженари
Ожена́ри (рос. Оженары, чув. Ушанар) — присілок у складі Канаського району Чувашії, Росія. Входить до складу Новочелкасинського сільського поселення.
Населення — 592 особи (2010; 673 у 2002).
Національний склад:
- чуваші — 99 %